# Klaus Westphalen
Klaus Westphalen (* 5. Oktober 1931; † 3. Oktober 2015) war ein deutscher Erziehungswissenschaftler und Fachdidaktiker der Alten Sprachen.
Nach dem Studium und der Promotion 1957 an der Universität München arbeitete er als Latein- und Griechischlehrer. Er war Abteilungsleiter am Institut für Schulpädagogik in München und wurde 1981 Professor für Erziehungswissenschaft an der Pädagogischen Hochschule Kiel (seit 1994 Fakultät der Universität Kiel); 1996 wurde er emeritiert.
Bedeutend waren seine Beiträge zur Curriculumentwicklung in den 1970er-Jahren, die auf Saul B. Robinsohns Absage an die Alten Sprachen antworteten, und zum Zusammenwirken von Englisch- und Lateinunterricht. Er war Mitherausgeber des Lateinbuches Roma im C. C. Buchner Verlag und vieler weiterer Lehrbücher. Westphalen gehörte zu den Kritikern der Oberstufenreform 1972 und des Bildungsverlustes in der Schule.

## Zitat
Westphalen in der Zeitschrift Die Zeit vom 6. März 2003:
„Meine Auffassung ist die folgende: Gymnasiasten sollten gründlich und fließend Englisch lernen, eine Kommunikationssprache mit hohem Nutzeffekt. Ein Training gleichartiger Fähigkeiten würde ihnen Französisch als zweite Fremdsprache vermitteln. Ein ergänzendes Training anderer, ebenso wichtiger Fähigkeiten böte ihnen die klassische Sprache: Mit Latein lernen Schüler eine Reflexionssprache mit hohem Bildungseffekt, die „Basissprache Europas“. Wenn sie, mit diesem komplementären Training ausgestattet, danach – als ideale EU-Bürger – noch eine weitere Fremdsprache lernen wollen, so sollten dafür Italienisch und Spanisch, vielleicht sogar auch eine außereuropäische Sprache zur Verfügung stehen.“

## Veröffentlichungen
- Die Kulturentstehungslehre des Lukrez. Dissertation. München 1957.
- Praxisnahe Curriculumentwicklung: eine Einführung in die Curriculumreform am Beispiel Bayerns. Auer, Donauwörth 1973.
- Professor Unrat und sein Kollegen. Literarische Porträts des Philologen. Buchner, Bamberg 1986, ISBN 3-7661-5650-0.
- Basissprache Latein. Argumentationshilfen für Lateinlehrer und Freunde der Antike. Bamberg 1992, ISBN 3-7661-5429-X.
- (Hrsg.): „Alles fließt“ – Weltpolitik und Zeitdiagnosen in Antike und Gegenwart. Bamberg 2010, ISBN 978-3-7661-7662-2.

## Belege
1. ↑  Traueranzeige. In: sueddeutsche.de. Süddeutsche Zeitung, 6. Oktober 2015, abgerufen am 7. Oktober 2015.
2. ↑  Markus Krischer: Wie KLUG sind die Deutschen. In: focus.de. Focus, 21. Juni 1999, abgerufen am 7. Oktober 2015.
3. ↑  Klaus Westphalen: Basissprache Latein. In: zeit.de. Die Zeit 11/2003, 6. März 2003, abgerufen am 7. Oktober 2015.

| Personendaten    | Personendaten                              |
| ---------------- | ------------------------------------------ |
| NAME             | Westphalen, Klaus                          |
| KURZBESCHREIBUNG | deutscher Altphilologe und Hochschullehrer |
| GEBURTSDATUM     | 5. Oktober 1931                            |
| STERBEDATUM      | 3. Oktober 2015                            |